# Labeo fisheri
Labeo fisheri är en fiskart som beskrevs av Jordan och Starks, 1917. Labeo fisheri ingår i släktet Labeo och familjen karpfiskar. IUCN kategoriserar arten globalt som starkt hotad. Inga underarter finns listade i Catalogue of Life.